# Kalāteh-ye Meydān
Kalāteh-ye Meydān (persiska: Kalāteh Meydān, کلاته میدان) är en ort i Iran.   Den ligger i provinsen Khorasan, i den nordöstra delen av landet, 600 km öster om huvudstaden Teheran. Kalāteh-ye Meydān ligger 1 508 meter över havet och antalet invånare är 396.
Terrängen runt Kalāteh-ye Meydān är kuperad åt sydost, men åt nordväst är den platt.Runt Kalāteh-ye Meydān är det ganska tätbefolkat, med 56 invånare per kvadratkilometer. Närmaste större samhälle är Solţān Meydān, 1,9 km nordväst om Kalāteh-ye Meydān. Trakten runt Kalāteh-ye Meydān består i huvudsak av gräsmarker.